# João Torres
 (décembre 2023).
Si vous disposez d'ouvrages ou d'articles de référence ou si vous connaissez des sites web de qualité traitant du thème abordé ici, merci de compléter l'article en donnant les références utiles à sa vérifiabilité et en les liant à la section « Notes et références ».
João Veloso da Silva Torres, né le 24 avril 1986 à Maia, est un homme politique portugais membre du Parti socialiste (PS), dont il est secrétaire général adjoint depuis 2022.
Il est secrétaire général de l'aile jeunesse du PS, la Jeunesse socialiste (JS), entre 2012 et 2016. En 2015, il est élu député à l'Assemblée de la République. Il est nommé secrétaire d'État à la Protection des consommateurs en 2018, puis secrétaire d'État au Commerce, aux Services et à la Protection des consommateurs en 2019. En 2022, António Costa le choisit comme adjoint au secrétariat général du PS.

## Études
João Torres termine son master en génie civil à la faculté d'ingénierie de l'université de Porto, en 2010.

## Parcours politique
João Torres devient secrétaire général de la Jeunesse socialiste en 2012 et accomplit quatre années de mandat.
João Torres est élu député à l'Assemblée de la République lors des élections législatives de 2015, dans la circonscription de Porto. Il intègre la commission de l'Environnement, de l'Aménagement du territoire, de la Décentralisation, des Collectivités locales et du Logement, la commission de la Culture, de la Communication, de la Jeunesse et des Sports, et la commission pour le Renforcement de la transparence dans l'exercice des fonctions publiques. Il est également vice-président du groupe parlementaire socialiste entre janvier 2017 et octobre 2018.
Le 17 octobre 2018, il est nommé secrétaire d'État à la Protection des consommateurs dans le XXIe gouvernement constitutionnel, dirigé par António Costa. Il est reconduit le 26 octobre 2019 dans le XXIIe gouvernement constitutionnel avec des compétences élargies et le titre de secrétaire d'État au Commerce, aux Services et à la Protection des consommateurs.
À la suite des élections législatives anticipées de 2022, il redevient vice-président de son groupe parlementaire. Il remplace le 30 mars José Luís Carneiro, devenu ministre, en tant que secrétaire général adjoint du Parti socialiste.